# Classe River
La Classe River van ser una classe de 151 fragates avarades entre 1941 i 1944 per a ser usades com escorta antisubmarina en els combois aliats durant la Batalla de l'Atlàntic. La majoria va servir a la Royal Navy i a la Royal Canadian Navy algunes també van servir en altres Marines de Guerra Aliades com la Marina de Guerra de la França LLiure, La Royal Australian Navy, La Marina Reial Neerlandesa i, passada la Segona Guerra Mundial, la Marina de Guerra Sudafricana.
Les primeres ordres de construcció van ser de la Royal Navy el 1940, i les naus es van anomenar amb rius del Regne Unit, aquí el nom de la classe. Al Canadà se les va anomenar amb noms de pobles i ciutats, tot i que es va mantenir la mateixa designació. Originalment s'havia d'anomenar twin-screw corvette (Corbetes de doble hèlix) però el Vicealmirall Percy W. Nelles de la Royal Canadian Navy va suggerir el nom de fragata.
Després de la Segona Guerra Mundial van ser usades per altres Marines de Guerra. Una d'elles, la HMCS Stormont va ser comprada per Aristotelis Onassis i convertida en el iot de luxe Christina O.

## Disseny
Els vaixells de la classe River van ser dissenyats per l'enginyer naval William Reed, de la Smith Company Dock de Middlesbrough, per tenir la resistència i les capacitats antisubmarines semblants a les dels Sloops de la Classe Black Swan, alhora que eren ràpides i barates per construir a les drassanes civils usant les màquines de vapor de triple expansió en lloc de les turbines i les tècniques de construcció de les corvettes de la classe Flower. El seu propòsit era millorar les classes d'escorta de combois en servei amb la Royal Navy en aquell moment, inclosa la classe Flower.

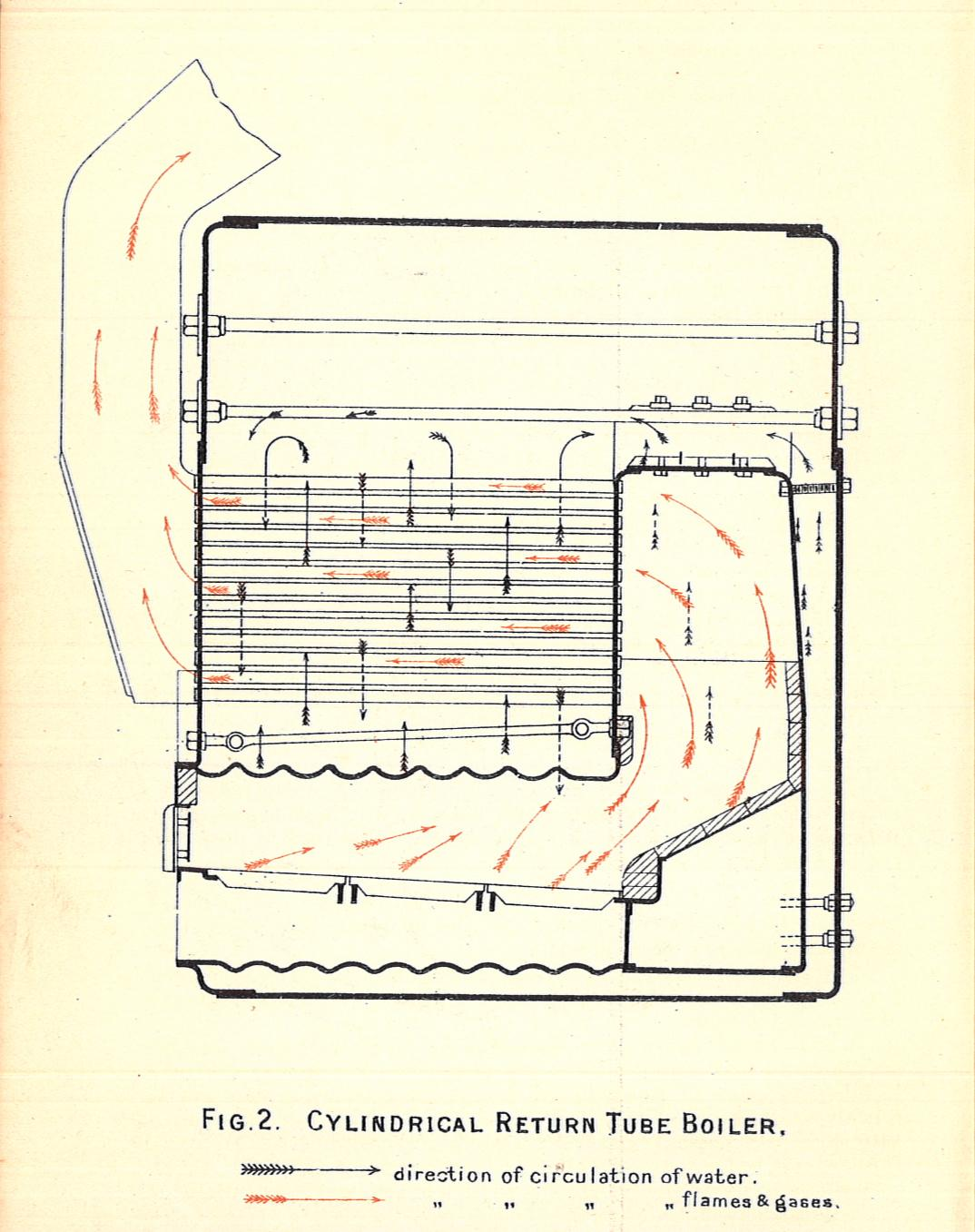
Secció d'una caldera Scotch marine. De tubs de foc, disposició semblant a la d'una locomotora de vapor.
Animació d'un motor de triple expansió simplificat. El vapor d'alta pressió (en roig) provinent de la caldera passa al motor i s'extreu com a vapor de baixa pressió (en blau) al condensador.

Entre les millores del disseny de la corbeta es van incloure un allotjament millorat que era notablement millor que les de les corbetes de la Classe Flower. Els motors bessons van donar només 3 nusos (6 km / h) més de velocitat, però van ampliar l'abast de la nau fins a gairebé el doble del d'una corbeta, 13.200 milles (13.284 km) a 12 nusos ; 22 km / h).

## Armament
Entre altres lliçons aplicades al disseny es va dissenyar un armament millor per combatre els U-Boot, incloent un muntatge doble del canó QF 4 inch Mk XVI gun (102 mm) a proa i un canó QF 12-pounder 12 cwt naval gun (76 mm) a popa. Quinze fragates canadencs van ser equipades inicialment amb una sol canó de 4 polzades, però a excepció de la l'HMCS Valleyfield, totes van ser actualitzades a la muntura doble.
Per als objectius submarins, es va equipar amb un morter antisubmarí Hedgehog, 2 rampes de llançament de càrregues de profunditat i quatre llançadors en muntatge lateral a popa
Les fragates de classe River van ser els primers vaixells de guerra de la Royal Canadian Navy a portar el transmissor sonar actiu de feix horitzontal 147B Sword, a més de l'ASDIC regular. Això va permetre als vaixells de mantenir el contacte amb els objectius fins i tot mentre disparava
El disseny de la classe River es va utilitzar com a base per a la classe Tacoma de la Marina dels Estats Units (que van servir a la Royal Navy com a classe Colony), i el disseny del casc va servir per elaborar la classe Loch, i posteriorment a la classe Bay.